# Stadsschouwburg Utrecht

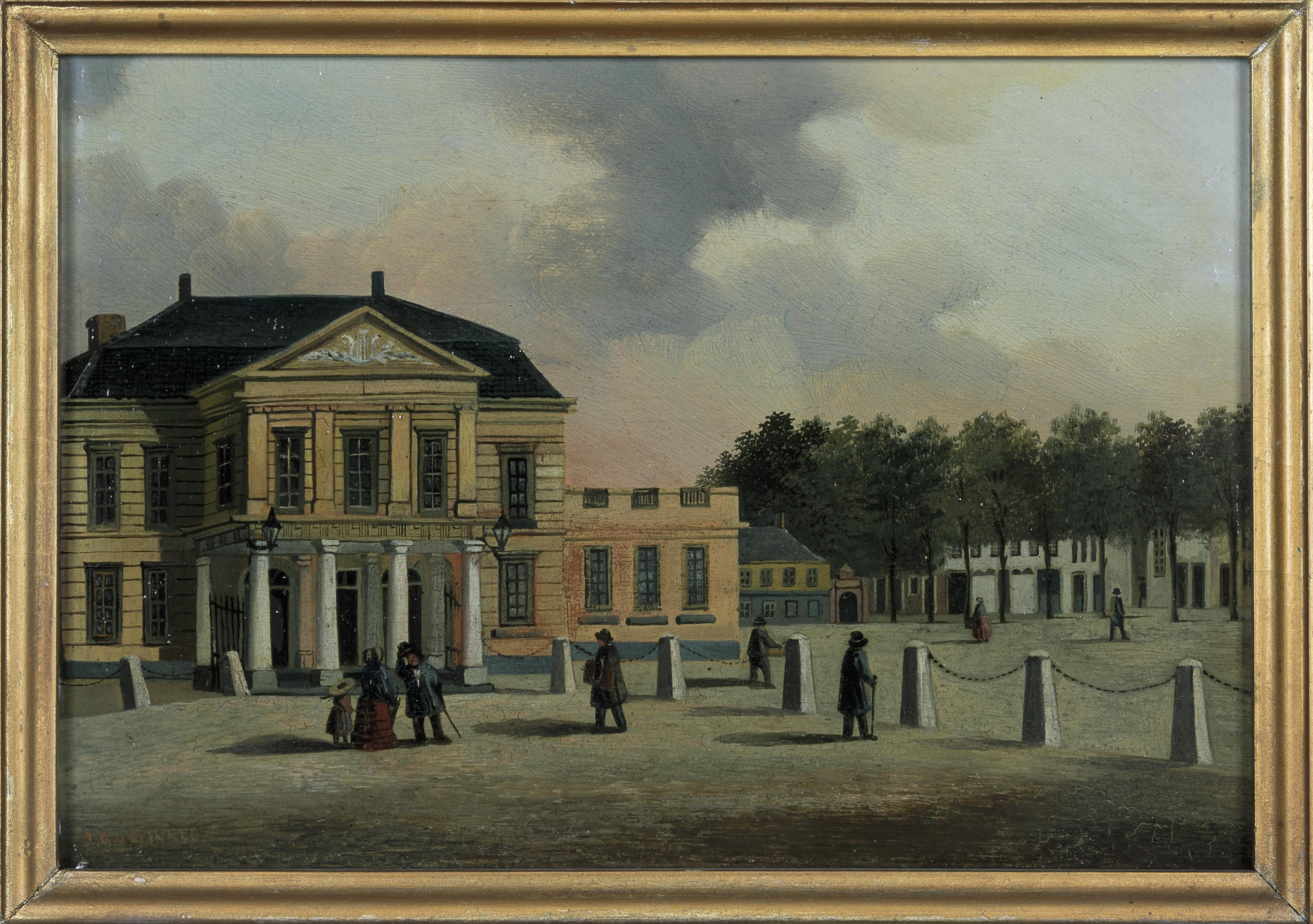
Schouwburg aan de Vredenburg in Utrecht

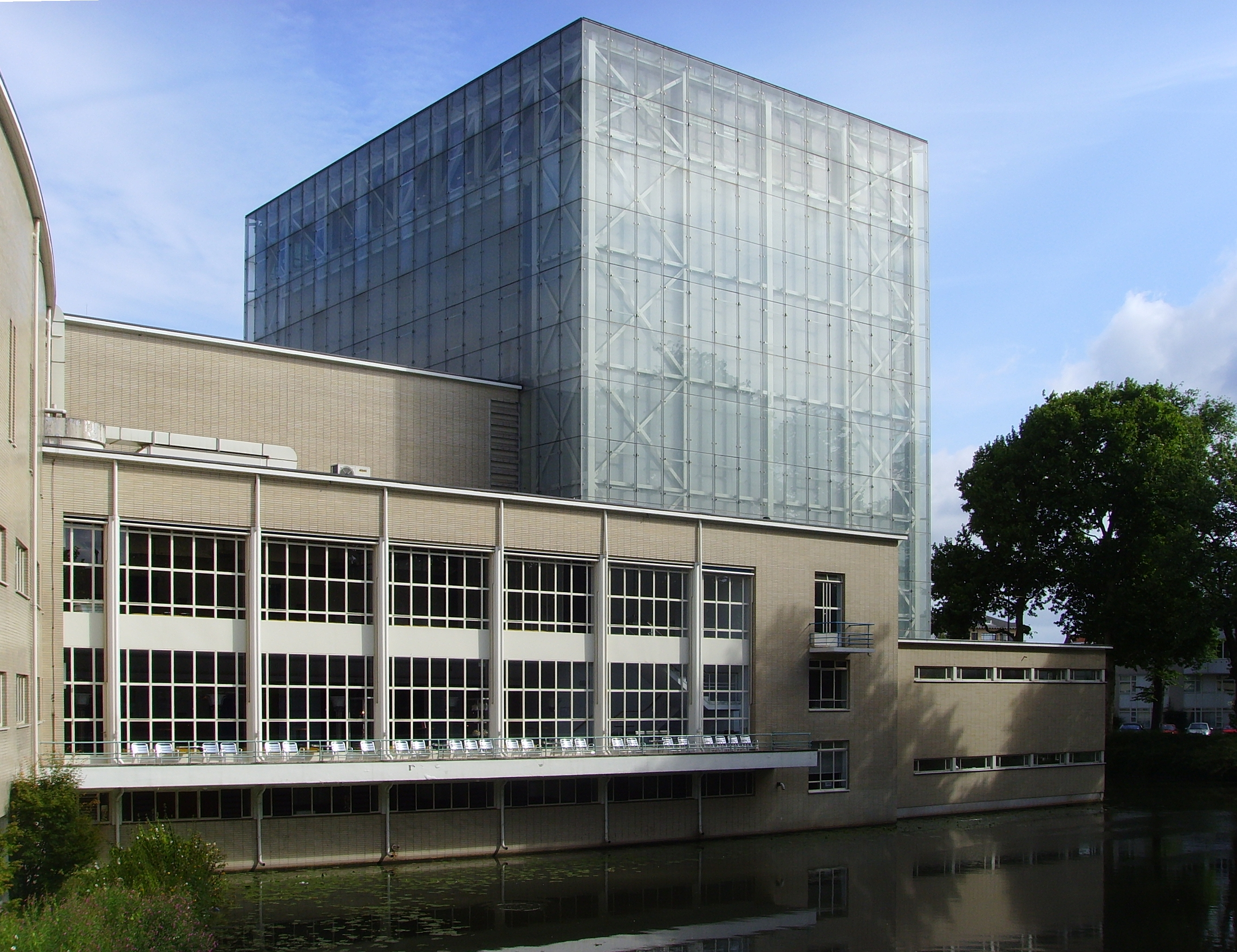
Oostzijde van de oorspronkelijke Stadsschouwburg met nieuwbouw.

De Stadsschouwburg is het grootste theatergebouw van de Nederlandse stad Utrecht. Het in 1937 door de bekende architect Willem Dudok ontworpen. Het gebouw staat op het Lucasbolwerk, aan de rand van de Utrechtse binnenstad. De stadsschouwburg werd geopend op 3 september 1941 en herbergde destijds het restaurant Esplanade (met balkonterras). Het gebouw werd omstreeks 2009 erkend als rijksmonument na nominatie in 2007 op de Top 100 Nederlandse monumenten 1940-1958.

## Geschiedenis

### Voorgeschiedenis
In de voorgeschiedenis van deze stadsschouwburg gold op religieuze gronden een verbod op een schouwburg. De vroegste voorganger van de schouwburg verrees na de opheffing van het verbod op het Vredenburg in 1796. In het houten gebouwtje werden toneelvoorstellingen gegeven. Koning Lodewijk Napoleon verhief het tot Koninklijke Schouwburg. Twaalf jaar na opening werd het door brand verwoest. Het koor van de Mariakerk is daarna als tijdelijk onderkomen gebruikt.
In 1821 opende Cees van Leeuwen op het Vredenburg een nieuwe schouwburg, gebouwd door Gerrit van Dorssen. Omstreeks 1860 was dit theater eigendom van het acteursechtpaar Jan Eduard de Vries en Maria Francisca Bia. Hoewel het gebouw in slechte staat verkeerde en de gemeente dreigde de subsidie stop te zetten, zette mevrouw Bia na het overlijden van haar echtgenoot in 1875 de exploitatie voort. In 1880 vond er tijdens een voorstelling een gasexplosie plaats, met grote schade aan het dak, het toneel en de decors tot gevolg. Nog in hetzelfde jaar verkocht Bia de schouwburg voor 18.000 gulden aan de Utrechtsche Schouwburg Vereeniging, die het gebouw ingrijpend liet verbouwen.
Rond 1914 werd de gemeente Utrecht de nieuwe eigenaar en al spoedig kwam op het Vredenburg ook de Jaarbeurs Utrecht die zich daar gaandeweg uitbreidde. In de jaren 1930 kwam het tot de beslissing een geheel nieuwe schouwburg te bouwen op een andere locatie.

### Beginjaren
In 1937 werd gestart met de bouw van de nieuwe stadsschouwburg op het Lucasbolwerk. Bij het uitbreken van de Tweede Wereldoorlog was het gebouw nog niet klaar. Nazi's en NSB'ers dreigden het gebouw te slopen. Volgens de architect Dudok werd hij bedreigd per brief en met gevangenneming.
Na de totstandkoming in 1941 werd de oude schouwburg op het Vredenburg afgebroken en de nieuwe schouwburg door de NSB gebruikt voor massamanifestaties. Dudok diende zich in 1946 te verantwoorden voor de Ereraad voor de Architectuur met als uitkomst dat hij van alle blaam werd gezuiverd .

### Verbouwingen

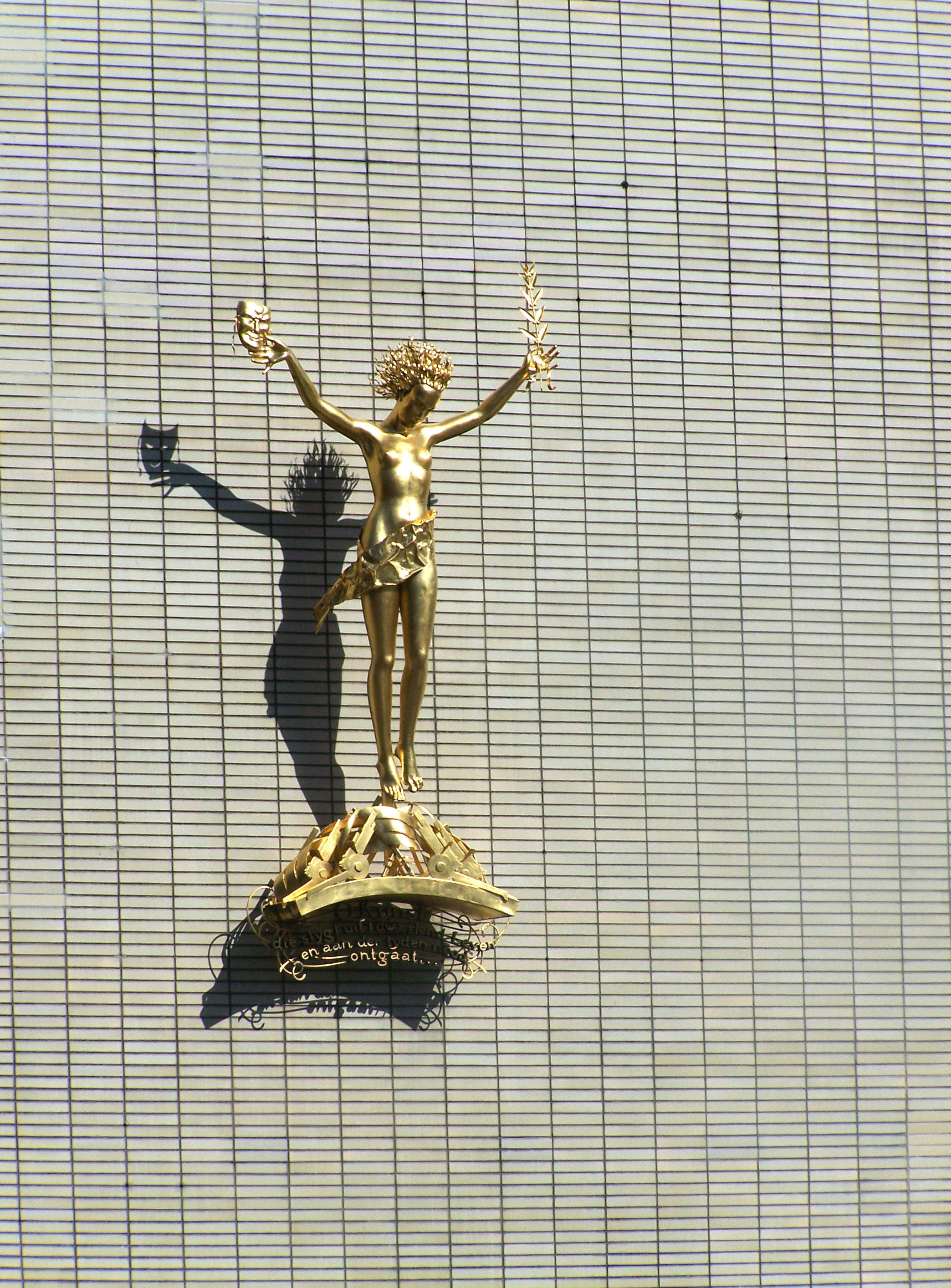
Muze (1941) aan de gevel vervaardigd door Leo Brom. Het onderschrift is afkomstig van Dudok en luidt: O kunst die stijgt uit 't dwaerlend Leven en aan der tijden nood ontgaat..

De meest ingrijpende verbouwing van de Stadsschouwburg vond plaats in 1995, toen de bestaande toneeltoren een transparante stolp kreeg, de toneelingang werd verbreed en er een flexibele tribune in de zaal kwam.
In 2002 ondergingen de entreehal en het foyergebied een gedaanteverandering. Ook werd het Theaterrestaurant Zindering en café Mevr. Dudok geopend.
Het monument is tevens in 2012 verbouwd. De renovatie was verdeeld in twee delen. Renovatie deel 1 van de Stadsschouwburg is in 2015 zijn voltooid. Geselecteerd voor de herinrichting was Van Hoogevest Architecten, bekend van andere Dudok-restauraties zoals het Raadhuis van Hilversum. De renovatie van deel 2 werd voltooid in januari 2016. Architect van de renovatie is Ronnie Kuiper van Van Hoogevest Architecten.

## Zalen
De Stadsschouwburg kent twee zalen. De Grote Zaal heeft doorgaans een capaciteit van 1000 toeschouwers, maar door een heftechniek kunnen acht stoelenrijen omhoog worden getild en aan het balkon bevestigd. Dan telt de zaal slechts 600 zitplaatsen.
De Blauwe Zaal is een vlakke-vloertheater met een tribune. De zaal biedt plaats aan 176 t/m 191 bezoekers. Door het kleinschalige karakter zijn hier vooral voorstellingen te zien met een intiem karakter. Ze beginnen in de regel een half uur later dan in de Grote Zaal.